# ایمی دانلد
اِیمی دانلد (انگلیسی: Amie Donald؛ متولد ۲۰۱۰/۲۰۱۱) بازیگر خردسال و رقصنده اهل نیوزیلند است که به دلیل بازی در نقش شخصیت اصلی فیلم ترسناک مگان در سال ۲۰۲۲ شناخته شده‌است.

## حرفه
دانلد یک رقصنده است، که اجراهایی در مسابقات بین‌المللی داشته‌است. او نماینده نیوزیلند در جام جهانی رقص در سال ۲۰۱۹ بود، جایی که او نخستین شرکت‌کننده از کشورش بود که مدال‌های نقره و برنز را به دست آورد. او در استودیو رقص نوریس در پاپاکورا اجرا می‌کند. کایلی نوریس، معلم رقص طولانی‌مدت و طراح رقص او، صحنه رقص فیلم مگان را با او در حالی که تصویربرداری در اوکلند انجام می‌شد، توسعه داد.
دانلد حرفه بازیگری خود را با حضور در نقش مایا مانکی در سریال تلویزیونی نتفلیکس دندان شیرین در سال ۲۰۲۱ آغاز کرد. او توسط آژانس استعدادهای درخشان بابلگام نمایندگی می‌شود.
دانلد در فیلم مگان (۲۰۲۲) در نقش شخصیت اصلی در کنار بازیگرانی به همراه الیسون ویلیامز و ستاره کودک همکار خود وایولت مک‌گرا بازی کرد. تریلر مگان به‌دلیل پوشش قابل توجهی در مورد حرکات رقص و فیزیکی دانلد در نقش عروسک قاتل در این فیلم، در فضای مجازی پخش شد و به‌صورت گسترده‌ای مورد توجه قرار گرفت. دانلد آماده‌سازی حرکتی را از جد بروفی و لوک هاوکر دریافت کرد. صداگذاری این شخصیت در این فیلم توسط جنا دیویس انجام شده‌است. در این فیلم، دانلد «بدلکاری‌های خودش را اجرا کرد و «سکانس رقص قاتل» را از فیلمی که در تیک‌تاک در فضای مجازی پخش شد، طراحی کرد». دانلد همچنین با فهمیدن اینکه چگونه برخی از حرکات دشوار را به تنهایی انجام دهد، مانند «برخاستن کبرا» از زمین بدون استفاده از بازوها و دویدن روی چهار دست و پا در میان جنگل، کارگردانان را شگفت زده کرد. /فیلم دربارهٔ بازی دانلد نوشته‌است که «این عملکرد انسانی است که واقعاً خلقت را از کمی ترسناک به وحشتناک تبدیل می‌کند [...] بسیاری از ویژگی‌های فیزیکی مگان مستقیماً از دانلد نشات می‌گیرد». هالیوود ریپورتر خاطرنشان کرد که دانلد و همبازی‌اش مک‌گرا در طول فیلمبرداری با هم دوستان صمیمی شدند.

## زندگی شخصی
دانلد در اوکلند، نیوزلند زندگی می‌کند.

## فیلم‌شناسی

### فیلم
| سال  | عنوان    | نقش  | یادداشت |
| ---- | -------- | ---- | ------- |
| ۲۰۲۳ | مگان     | مگان |         |
| ۲۰۲۵ | مگان ۲.۰ | مگان |         |

### تلویزیون
| سال  | عنوان       | نقش        | یادداشت |
| ---- | ----------- | ---------- | ------- |
| ۲۰۲۱ | دندان شیرین | مایا مانکی |         |